# جيانا غالي
جيانا غالي (بالإيطالية: Gianna Galli)‏ هي مغنية أوبرا ومغنية إيطالية، ولدت في 29 أبريل 1935 في مودينا في إيطاليا، وتوفيت في 22 ديسمبر 2010 في مونت كارلو في موناكو بسبب مرض.

## وصلات خارجية
- جيانا غالي على موقع IMDb (الإنجليزية)
- جيانا غالي على موقع ميوزك برينز (الإنجليزية)
- جيانا غالي على موقع ديسكوغز (الإنجليزية)
- جيانا غالي على موقع قاعدة بيانات الفيلم (الإنجليزية)